# Saxån, Björsjö
Saxån är ett vattendrag som börjar i den södra delen av Dammsjön. Efter bara 100 meter efter utloppet från Dammsjön rinner vattendraget genom vattnet Sågdammen, Sågdammen har sedan 2 utlopp som tillsammans går ihop i ett 100 meter efter in i Kvarndammen. Därifrån är Saxån ett fristående vattendrag som fortsätter sedan i ungefär 5 km tills utloppet i sjön Saxen. Vattendraget är ungefär 5,2 kilometer långt.